# Шато Пальмер

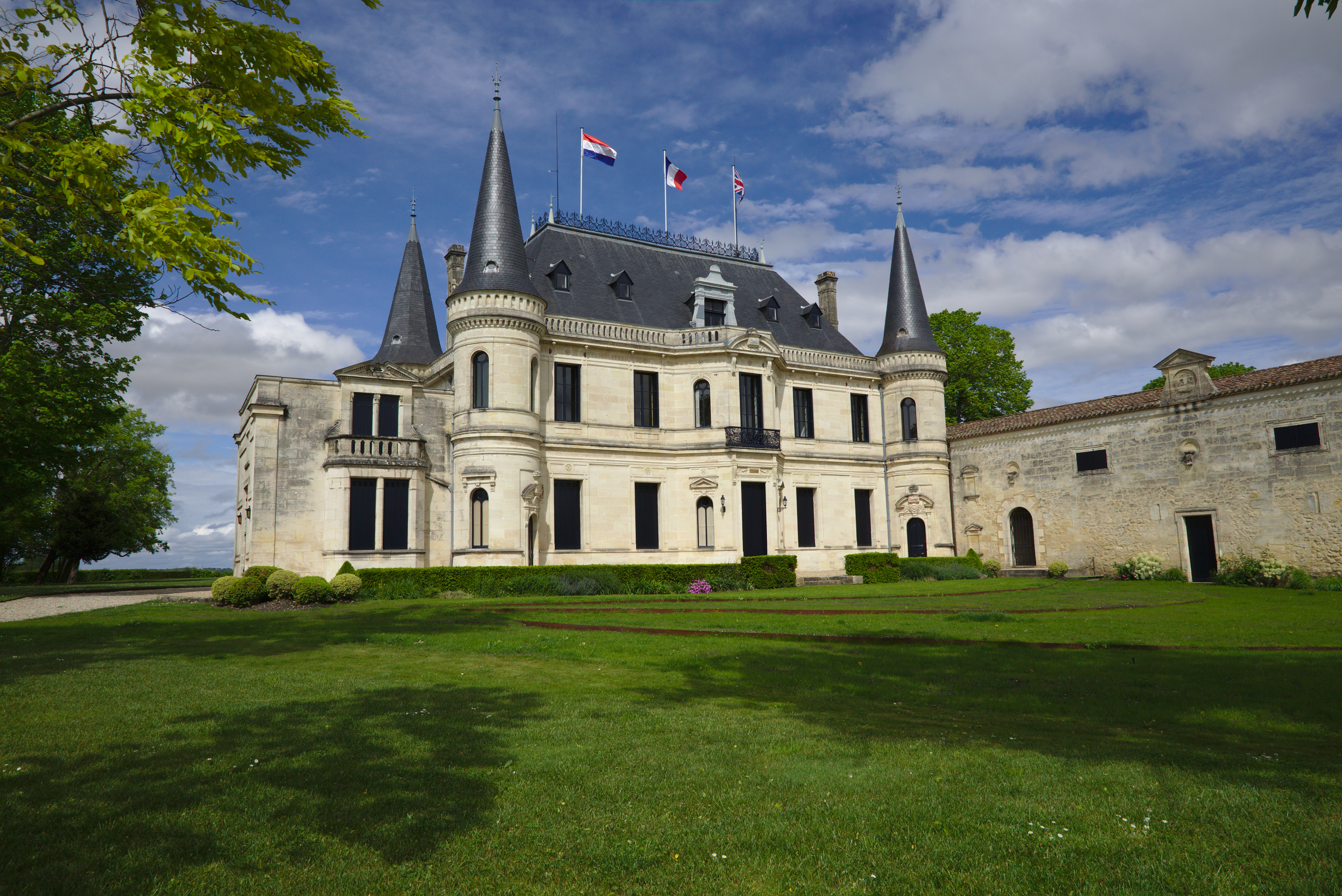
Шато Пальмер

Шато́ Пальмер́ (фр. Château Palmer) — французское винодельческое хозяйство, расположенное в департаменте Жиронда, в местечке Марго (ныне коммуна Марго-Кантенак). Виноградники находится в Медоке, на левом берегу Гаронны и относятся к аппелласьену Марго субрегиона О-Медок (Бордо).
Винодельня производит сухое красное вино Château Palmer, входящее в классификацию вин Бордо 1855 года (3-е крю) и, начиная с 1998 года, второе вино Alter Ego de Palmer.

## История
В старину эти земли являлись частью поместья Шато д’Иссан. В 1748 году оно было разделено между наследниками семьи Фуа-Кандаль (Foix-Candale): 50 гектаров виноградников перешли к семье Гаск. Вино Domaine de Gasq быстро зарекомендовало себя на рынке — оно подавалось при дворе Людовика XV в Версале.

### XIX век
После смерти последнего наследника Гаска его вдова вышла замуж за Бюме де Ферьера. В 1814 году, после смерти второго мужа, Мари Бюме де Ферьер продала имение Чарльзу Пальмеру (1777–1851), английскому военному, служившему в армии Веллингтона, когда та в 1814 году вошла в Бордо. Отец Чарльза, Джон Пальмер (1742—1818), владел значительным состоянием; ему принадлежала такая недвижимость, как королевские театры в Бате и Бристоле. Вдобавок, в 1813 году парламент постановил выплатить ему 50 тысяч фунтов, полагающихся за изобретение и внедрение системы почтовых дилижансов. В 1808 году Чарльз Пальмер избрался членом парламента от Бата, сменив в этом кресле отца. В 1810—1814 годах он в чине лейтенанта-полковника участвовал в Пиренейских войнах, в 1811 году стал адъютантом принца-регента. После окончания Пиренейской кампании Чарльз направился в Париж, и по дороге познакомился с мадам Бюме де Ферьер, ехавшей туда же с целью продажи имения. К концу поездки они договорились о сделке. Цена покупки составила 100 тысяч франков, также вдове полагалась пожизненная рента — 500 литров вина в год.
Пальмер, ставший в 1825 году генерал-майором, проводил половину своего времени в Бордо, а половину в Британии. Он неустанно расширял границы поместья, приобретая земли и недвижимость в близлежащих Иссане, Марго и Кантенаке, на что потратил полмиллиона франков. К 1831 году площадь имения достигла 163 гектара, половина из которых (82 гектара) была занята виноградниками. В тот период вина хозяйства ценились наравне с винами Шато Марго.
В 1832 году из-за реформы законодательства Пальмер лишился места в палате общин, в 1834 году его бросила жена. Вдобавок, его торговый агент Греем воровал и обманывал Пальмера в течение 20 лет. Генерал, столкнувшийся с финансовыми трудностями, начал распродавать недвижимость, включая земли поместья. Когда в начале 1840-х годов в Медоке наступили нелёгкие времена, вызванные эпидемией мучнистой росы, ужесточением экспортных законов и введением дополнительных штрафов для производителей вина, Пальмер стал впадать в долговую яму. В 1843 году он был вынужден продать оставшуюся часть имения мадам Франсуазе-Мари Бержерак по сильно заниженной цене в 410 тысяч франков. В 1845 (1851?) году[уточнить] Чарльз Пальмер умер в приюте для бедных в Бордо.

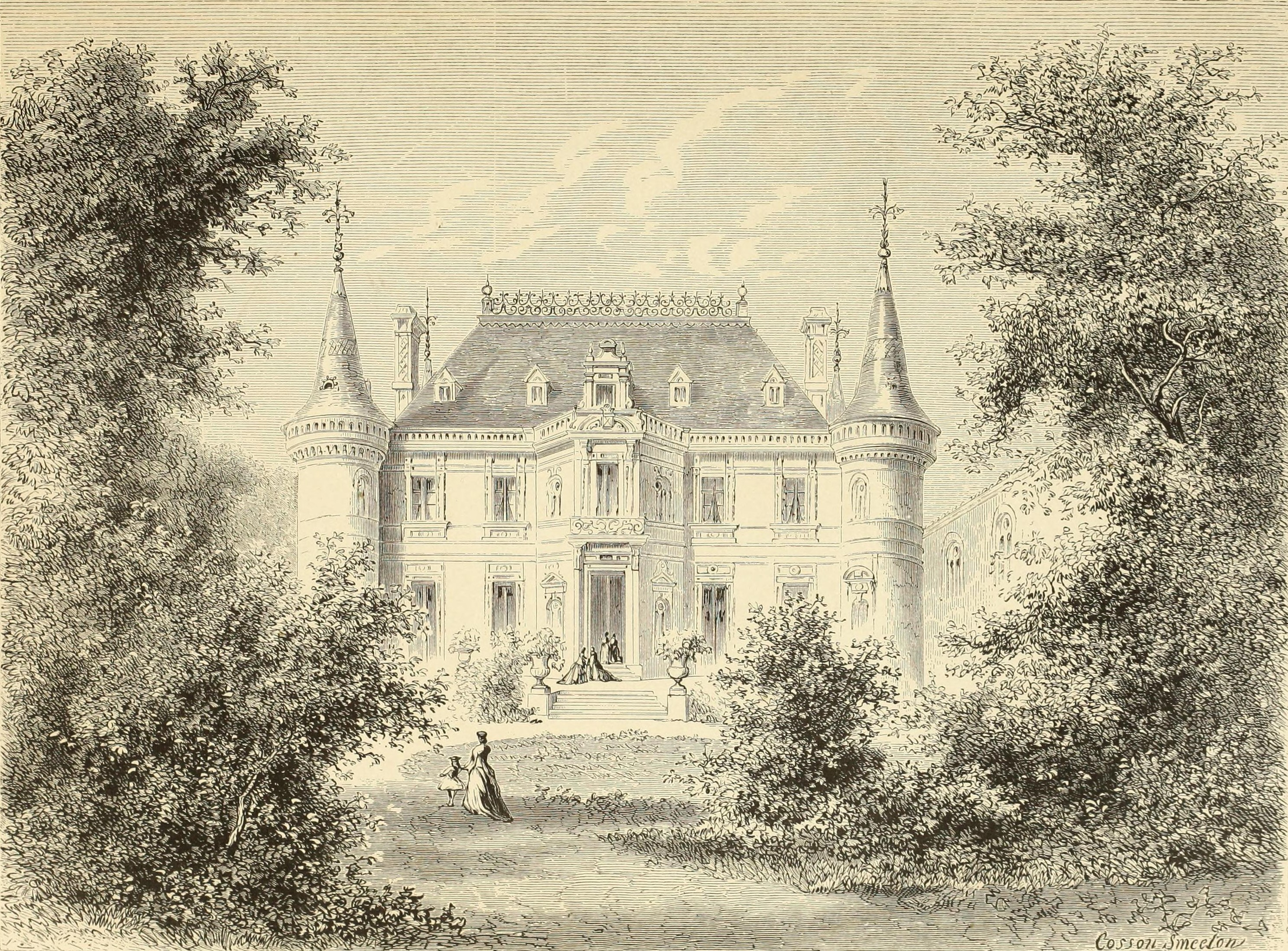
Шато Пальмер на гравюре Шарля Лалемана, после 1868

С 1844 года, в течение почти 10 лет поместьем управлял парижский ипотечный банк Caisse hypothécaire. В 1853 году Domaine de Gasq приобрели предприниматели и финансисты братья Перейр.  Эмиль (1800—1875) и Исаак (1806—1880), сделавшие состояние на железных дорогах, не жалели средств на имение. Они пригласили бордосского архитектора Шарля Бурже для возведения нового здания усадьбы. В 1857—1860 годах Бурже выстроил для них «средневековый» фамильный замок во вкусе Второй империи.
В 1855 году вино «Пальмер» (тогда ещё без приставки шато, так как исторически здесь никогда не было замка) попало в официальную классификацию вин Бордо, получив статус 3-го крю. Возможно, оно сдало свои позиции («Марго» было признано 1-м крю, ещё несколько соседних виноделен стали 2-ми) из-за длительного периода сначала финансовых трудностей Пальмера, затем смены владельцев. К тому же, виноградник так сильно пострадал от грибка, а затем от филлоксеры, что его пришлось пересаживать — к 1858 году он был полностью заменён новой лозой.
К 1870 году хозяйство занимало уже 177 гектаров, 109 из которых были отданы под виноградники.
В 1889 году наследниками Эмиля и Исаака Перейр было основано общество Société Civile Péreire, управлявшее имением в течение следующих 40 лет.

### XX век
К 1930-м годам количество акционеров общества из членов семьи Перейр сильно увеличилось. Вместо того, чтобы вкладываться в поместье, они распродавали земли: площадь виноградников уменьшилась в 3 раза, ужавшись до 36 гектар. В 1938 году имение было выставлено на продажу. Покупателями стали четыре семейства виноторговцев: Фернан Жинесте (Fernand Ginestet), Зихель (Sichel), братья Миайль (Miailhe) и Малер-Бессе (Mähler-Besse), объединившиеся в консорциум Société Civile de Château Palmer. Одновременно они приобрели виноградники соседнего поместья Десмирай (также 3-е крю), проданного по частям — тогда как замок приобрёл владелец Шато Бекер. В 1950 году Миайль и Жинесте вышли из дела, продав свои доли семьям Зихель и Малер-Бессе. Представители этих двух семей и поныне являются владельцами имения.
Купленное ещё до войны, поместье смогло выйти на рентабельность лишь к 1953 году. В 1961 году цена бутылки была всего около 3 фунтов (при цене в несколько сотен евро сегодня).
Ольга Малер-Бессе (1918—1999) вышла замуж за Жана Бутейе (Jean Bouteiller; 1913—1962), который управлял винодельней до конца своей жизни. После его смерти, в 1963 году вина Palmer единственный раз вышли на рынок под маркой Desmirail. Затем управляющим стал один из их шестерых детей Ольги и Жана, Бертран Бутейе: он руководил поместьем в течение сорока лет, вплоть до 2004 года. Поддержкой виноградника и производством вина с 1945 по 1996 год занималась семья Шардон.
В 1995 был сооружён современный ферментационный зал, оборудованный вместо дубовых ёмкостей терморегулируемыми чанами из нержавеющей стали.
Представители семей Зихель и Малер-Бессе до сих пор являются основными акционерами поместья. К концу XX века крупнейший пакет акций (34 %) принадлежал семье Зихель. Наблюдательный совет общества «Шато Пальмер» состоит из двоюродных братьев и сестёр. Над крышей его замка постоянно развиваются британский, голландский и французский флаги в знак многонациональности его владельцев.
С 2004 года управляющим является Тома Дюру (Thomas Duroux), до этого управлявший тосканской винодельней Тэну́та дэль Орнелла́йя (Tenuta dell’Ornellaia). В 2008 году он начал опыты по использованию в хозяйстве принципов биодинамики — они применяются в поместье с 2014 года, в 2018 году были сертифицированы.

## Хозяйство

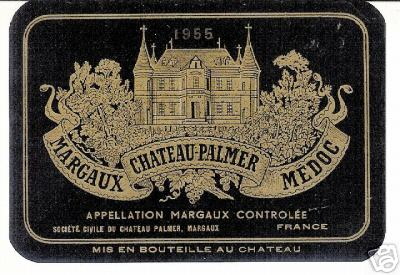
Этикетка Château Palmer

Площадь виноградников — 55 гектаров. Почва виноградников — песчаная-гравийная поверх героннского гравийного слоя. 47 % посадки отдано под мерло, ещё 47 % под каберне совиньон, остальные 6 % занимает пти вердо. Плотность посадки винограда — 10 тыс. лоз/га. Средняя урожайность — 50 гекалитров/га.
Владельцы активно принимают гостей у себя в шато. Для членов «Клуба Пальмер» ежегодно организуется день сбора урожа: в течение дня гости собирают виноград в специальные рюкзаки, позже проходит обед и знакомство с полной технологией сбора.

## Вина
Некоторые эксперты считают, что хотя вино Château Palmer в классификации вин Бордо относится к 3-му крю, оно превосходит этот параметр, и по качеству в субрегионе Марго  уступает лишь винам Château Margaux, относящимся к первому крю. Цены на вино Château Palmer довольно высоки, и находятся скорее в ценовом диапазоне вин первой — второй категорий.
До 1998 года поместье также производило «второе вино» La Réserve de Général. С 1998 года вместо него стало производиться вино Alter Ego de Palmer, которое сами производители предпочитают называть не «вторым вином» а «вторым лейблом „Пальмер“».
Этикетка «Шато Пальмер» чёрного цвета, на ней помещено золотистое изображение замка, окружённого пышной зеленью, с надписью на ленте внизу «Margaux — Château Palmer — Médoc» и указанием года классификации — «1855». Этикетка «Альтер-эго» напротив, золотого цвета, с чёрным изображением того же мотива.
При производстве Château Palmer используются сорта винограда мерло и каберне-совиньон, с небольшим добавлением пти-вердо. На протяжении почти всего XX века, до 1997 года (когда появилось вино Alter Ego) также использовался сорт каберне-фран. Ассамбляж сильно варьировался от года к году. В годы лучшего урожая в большем количестве использовался сорт мерло. В худшие годы превалировал каберне-совиньон: так, в 1984 году использовалось лишь 27% мерло. В некоторые годы, как 2000 и 2011, вообще не использовался пти-вердо — в 2011 году весь его урожай использовался для Alter Ego:
Château Palmer
- 1961 — 52% мерло, 30% каберне-совиньон, 5% каберне-фран, 13% пти-вердо
- 1966 — 50% мерло, 22% каберне-совиньон, 12% каберне-фран, 16% пти-вердо
- 1970 — 44% мерло, 31% каберне-совиньон, 9% каберне-фран, 16% пти-вердо
- 1975 — 40% мерло, 47% каберне-совиньон, 5% каберне-фран, 8% пти-вердо
- 1982 — 42% мерло, 48% каберне-совиньон, 7% каберне-фран, 3% пти-вердо
- 1884 — 27% мерло, 65% каберне-совиньон, 6% каберне-фран, 2% пти-вердо
- 1986 — 48% мерло, 41% каберне-совиньон, 4% каберне-фран, 7% пти-вердо
- 1989 — 41% мерло, 52% каберне-совиньон, 1% каберне-фран, 6% пти-вердо
- 1990 — 37% мерло, 54% каберне-совиньон, 7% каберне-фран, 2% пти-вердо
- 1996 — 40% мерло, 55% каберне-совиньон, 4% каберне-фран, 1% пти-вердо
- 1997 — 42% мерло, 55% каберне-совиньон, 3% пти-вердо
- 1998 — 52% мерло, 43% каберне-совиньон, 5% пти-вердо
- 1999 — 46% мерло, 48% каберне-совиньон, 6% пти-вердо
- 2000 — 47% мерло, 53% каберне-совиньон
- 2005 — 40% мерло, 53% каберне-совиньон, 7% пти-вердо
- 2009 — 52% мерло, 41% каберне-совиньон, 7% пти-вердо
- 2010 — 54% мерло, 40% каберне-совиньон, 6% пти-вердо
- 2011 — 55% мерло, 45% каберне-совиньон

Вино Alter Ego de Palmer не предназначено для длительной выдержки и употребляется более молодым. Начиная с 2011 года оно делается из тех же сортов винограда, что и основное вино, но немного в другом сочетании и с использованием других методов виноделия.
Alter Ego de Palmer
- 1998 — 44% мерло, 56% каберне-совиньон
- 1999 — 77% мерло, 23% каберне-совиньон
- 2000 — 67% мерло, 33% каберне-совиньон
- 2005 — 57% мерло, 43% каберне-совиньон
- 2009 — 51% мерло, 49% каберне-совиньон
- 2010 — 49% мерло, 51% каберне-совиньон
- 2011 — 48% мерло, 37% каберне-совиньон, 15% пти-вердо

Всего винодельня производит примерно 20 тысяч ящиков ежегодно. Появление Alter Ego привело к значительному сокращению производства собственно Château Palmer — с почти 20 тысяч ящиков в конце XX века до 11—12 тысяч ящиков в настоящее время. Alter Ego составляет примерно 40 % всей продукции поместья — это 7—8 тысяч ящиков ежегодно.
Как и для всего Бордо, в XX веке «великими» годами для «Шато Пальмер» были 1928, 1929 и 1966 года. В XXI веке прекрасным винтажем считается 2005 год, выдающимися — 2009 и, особенно, 2010-й год.